# Staatsspoorwegen (België)
De Belgische staatsspoorwegen, meer bekend onder de Franstalige benaming Chemins de fer de l'État belge was een Belgische spoorwegmaatschappij, uitgebaat door de staat. De spoorwegen waren in staatshanden sinds 1834 en bleven dat tot de oprichting van de Nationale Maatschappij der Belgische Spoorwegen (NMBS) in 1926. Hoewel het grootste deel van het Belgische net geëxploiteerd werd door de Belgische Staat (État Belge), werden verscheidene lijnen ook privaat uitgebaat.

## Ontstaan van de staatsspoorwegen

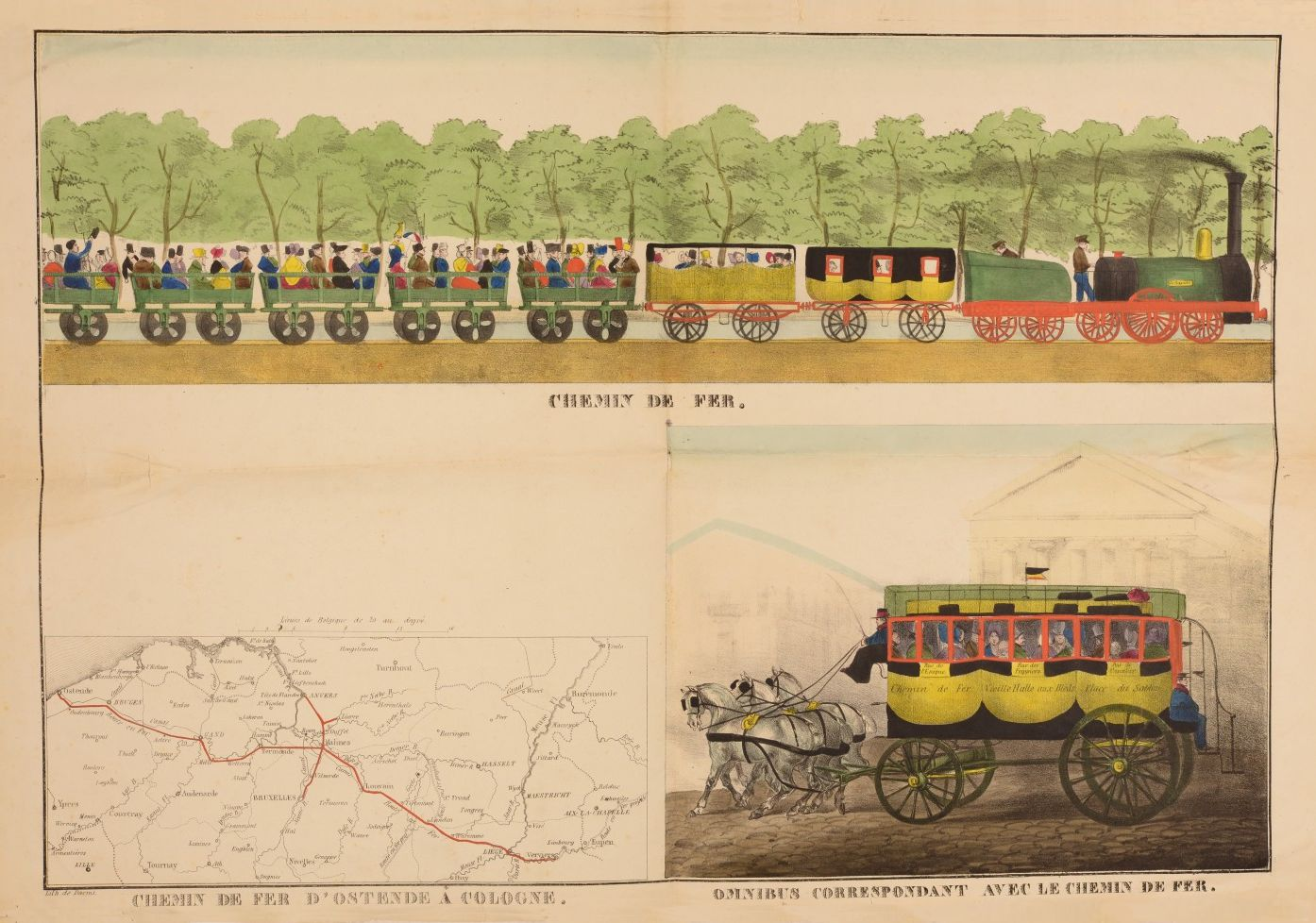
Belgische spoortrein La Rapide, 1835-1836

België was het eerste land buiten het Verenigd Koninkrijk met een eigen spoorweg. Na de onafhankelijkheid in 1830 werd er naar nieuwe transportmogelijkheden uitgekeken, vermits het door de politieke spanningen niet mogelijk was via de Nederlandse kanalen goederen te vervoeren. Omwille van deze ernstige economische en industriële belemmeringen voor het jonge Belgische koninkrijk, werd er met veel interesse gekeken naar een nieuwe Engelse innovatie: de stoomtrein. Het duurde niet lang of er werden onder impuls van koning Leopold I plannen gemaakt voor de eerste spoorlijn op het vasteland. Het toenmalige Ministerie van Bruggen en Wegen onderzocht de mogelijkheden, en de plannen werden al snel goedgekeurd door de Kamer en de Senaat. Aanvankelijk bestond het plan uit een IJzeren Rijn, zodat de Antwerpse haven terug in verbinding kon komen met de Duitse afzetmarkt.
De voor die tijd erg liberale Belgische staat kwam echter voor een nieuw probleem: moest deze spoorweg uitgebaat worden door de staat zelf of door private maatschappijen? De politieke onenigheid over de bouw bleef enige tijd aanslepen, maar uiteindelijk werd toch besloten om de bouw en exploitatie (voorlopig) in staatshanden te houden. Op 1 mei 1834 werd uiteindelijk een wet tot de aanleg van 380 km spoor uitgevaardigd. Deze werd door het parlement met meerderheid goedgekeurd: 56 stemmen voor, 28 tegen. Hoewel deze wet het staatseigendom van de spoorwegen officieel bevestigde liet ze echter wel ruimte voor het verlenen van vergunningen aan de privé sector, wat bijgevolg ook meermaals gebeurde. In deze wet werd Mechelen als centraal punt voor de Belgische spoorwegen voorzien en werd een vast netplan uitgetekend.
Tussen Brussel en Mechelen werd in 1835 op een relatief korte tijd een spoorlijn aangelegd. Het traject bedroeg slechts 22 kilometer en de rit duurde bijna drie kwartier. De eerste Belgische treinrit was een enorm succes met internationale weerklank en wist duizenden mensen warm te maken voor het spoorvervoer. In de dagen en maanden na de eerste rit nam de ticketverkoop enorm toe, al werd de trein toen vooral gezien als een toeristische attractie. Het groeiende succes zorgde voor een erg snelle uitbreiding van het net. De lijn werd in 1836 doorgetrokken tot Antwerpen, in 1837 tot Dendermonde en in 1842 tot Oostende en Luik. De verbinding met de Rijn werd in 1843 verwezenlijkt. Tot 1838 verzorgden de spoorwegen louter personenvervoer. Pas vanaf dat jaar werden er ook goederentreinen ingelegd.

## Privatisering en uitbreiding van het net

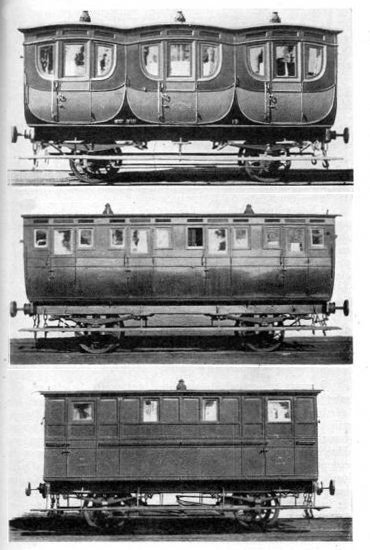
Rijtuigen van de Nord Belge in 1860. Op enkele plaatsen maakte deze ook gebruik van het staatsspoorwegennet, om zo verbindingen tussen Charleroi en Luik mogelijk te maken

In 1844, tien jaar na de wet die de aanleg van de eerste spoorlijn mogelijk maakte, telde het Belgische net ongeveer 560 kilometer spoorweg. De twee belangrijkste assen waren Antwerpen-Brussel-Bergen en Oostende-Brugge-Gent-Mechelen-Leuven-Luik-Aken. Daarnaast waren er nog belangrijke aftakkingen zoals Gent-Kortrijk-Doornik en 's-Gravenbrakel-Charleroi-Namen. In deze steden werden imposante spoorwegstations gebouwd. Het merendeel van de exploitatie werd verzorgd door de staat, maar de discussie of de spoorwegen (al dan niet deels) in private handen zouden moeten komen, bleef voortduren. De eerste private spoorlijn werd aangelegd tussen Antwerpen en Gent in 1842. In 1838 werd ook het Algemeen reglement van de spoorwegen opgesteld, dat de taken van het spoorvervoer vastlegde. De belangrijkste punten van dit reglement waren de voorwaarden van de exploitatie, de voorziening van veiligheidsdiensten en richtlijnen voor het personeel.
Vanaf de jaren '40 van de 19-de eeuw namen private maatschappijen het voortouw in de spoorwegbouw. Tussen 1844 en 1870 legde de staat slechts 200 km spoor aan (onder meer de spoorlijn Schaarbeek - Leuven), terwijl de privé sector meer dan 2.545 km bijbouwde. Verscheidene lijnen tussen steden werden door private bedrijven uitgebaat. Een belangrijke nieuwe speler was de Compagnie du Nord – Belge, een dochtermaatschappij van de Franse Compagnie des chemins de fer du Nord. Zij bouwden vanaf 1854 een aantal belangrijke Waalse spoorlijnen. Deze maatschappij kwam pas in 1940 in handen van de staat en de lijnen werden toegevoegd aan het net van de NMBS.
Omstreeks het einde van de 19-de eeuw sloeg de wind om en nam de privatisering van de spoorwegen af. Er ontstond een uitgebreide tendens naar nationalisering van de spoorwegen, zowel omwille van politieke als economische redenen. Het hanteren van verschillende tarieven was een bijkomend probleem. De nationalisering kende haar hoogtepunt in 1897, toen er maar liefst vijf grote spoorwegmaatschappijen in staatshanden kwamen. Tegen 1913 waren nog slechts een vijfhonderdtal kilometers van de bijna 4500 kilometer in private handen.

## Bloeiperiode

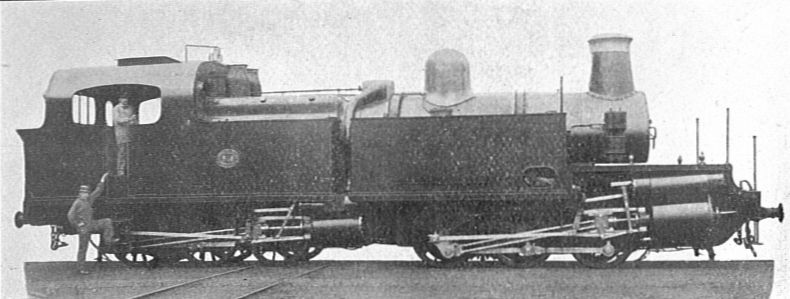
Een locomotief van de état Belge in 1907

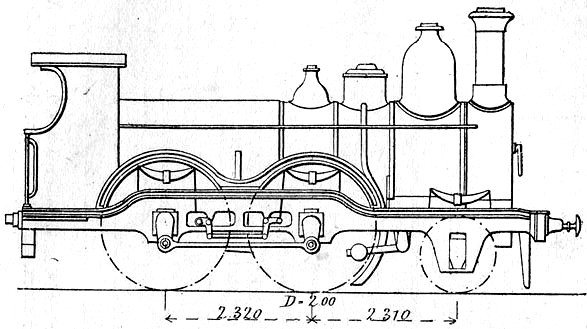
Een locomotief van de état Belge

Het einde van de 19-de en het begin van de 20-ste eeuw vormden een belangrijke periode voor de État Belge. In 1884 kreeg deze een afzonderlijk ministerie, namelijk het Ministerie voor Spoorwegen, Post en Telegraaf. Deze combinatie was niet vreemd omdat de spoorwegen, de post en de telegrafie sterk met elkaar vervlochten waren (telegraafpalen langs de spoorwegen en -kantoren in de stations, postvervoer per spoor...). De spoorwegen droegen sterk bij tot de economische ontwikkeling van België. Ook het feit dat belangrijke industriële verbindingen in staatshanden waren droeg bij tot de welvaart.
Deze voorspoed liet zich ook blijken. In de grote steden werden oude stations vervangen door nieuwe: majestueuze spoorwegpaleizen. De treinen werden sneller, veiliger en meer comfortabel. Om het treingebruik bij de hele bevolking aan te moedigen werden abonnementsformules ingevoerd, zoals het goedkope arbeidersabonnement. De staatsspoorwegen hadden eigen ingenieurs in dienst die het materieel doorgaans in Belgische fabrieken lieten bouwen, waaronder vooral Cockerill. Naast het gebruik van gewone locomotieven werd er ook al geëxperimenteerd met op stoom aangedreven motorwagens.
Teneinde de spoorverbindingen tussen staten te bevorderen werd er in 1882 een internationaal universaliseringsakkoord gesloten over zaken zoals spoorwijdte, wielafstand en ruimte tussen de rijtuigen. De staatsspoorwegen verzorgden namelijk ook verscheidene internationale verbindingen. Er werden bijna geen concessies meer verschaft aan private spoorwegen.

## Eerste Wereldoorlog

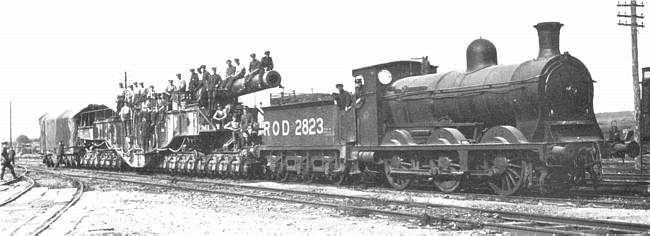
Een Brits spoorwegkanon getrokken door een locomotief van de état Belge in 1918

Hoewel de Eerste Wereldoorlog zeer veel schade toebracht aan het spoorwegmaterieel vormde de trein een van de belangrijkste vervoermiddelen voor het Belgische leger. Het materieel van de État Belge werd ingezet voor militaire treinen. Ook nieuwe lijnen werden uit militaire overwegingen aangelegd, zoals de lijn De Panne - Poperinge. De vijand legde zijnerzijds ook enkele lijnen in België aan, doch veel materieel kwam in Duitse handen terecht. De bezetter bleef een dienstregeling onderhouden binnen het buit gemaakte gebied en bracht zelfs regelmatig een spoorboekje uit. Anderzijds evacueerde het verzet materieel naar Frankrijk, dat daar ten dienste werd gesteld van de geallieerde troepen.
Na afloop van de grote oorlog werd pas duidelijk hoeveel schade de staatsspoorwegen hadden opgelopen. Honderden locomotieven en duizenden wagens waren verloren gegaan. Als deel van de terugbetaling die van Duitsland geëist werd na het Verdrag van Versailles (1919) ontving België heel wat Duits spoorwegmaterieel, dat naderhand ingezet werd op heel het net.

## Interbellum en NMBS

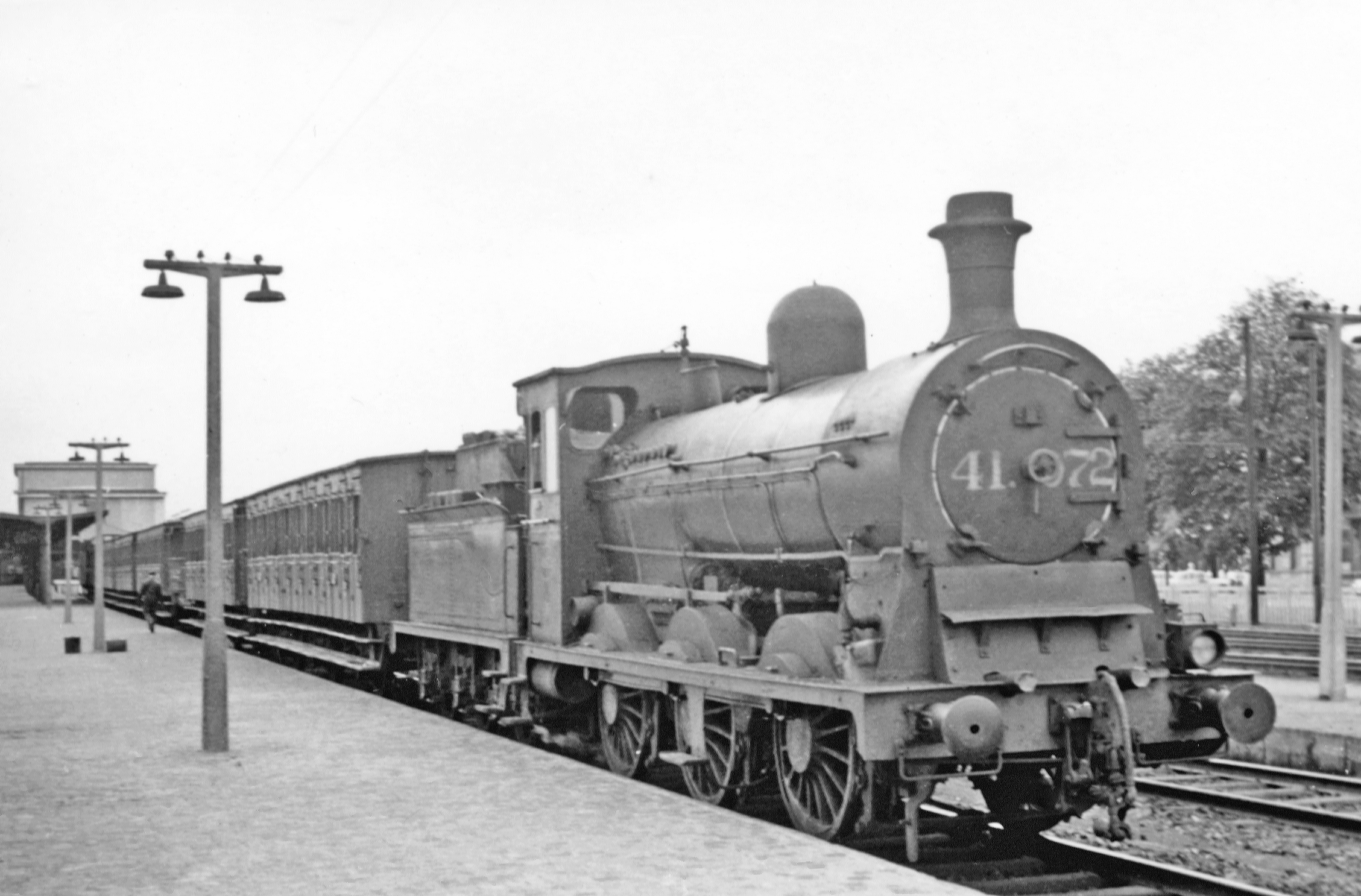
Verschillende locomotieven van de staatsspoorwegen, zoals deze type 41 uit 1905, werden na 1926 overgenomen door de NMBS

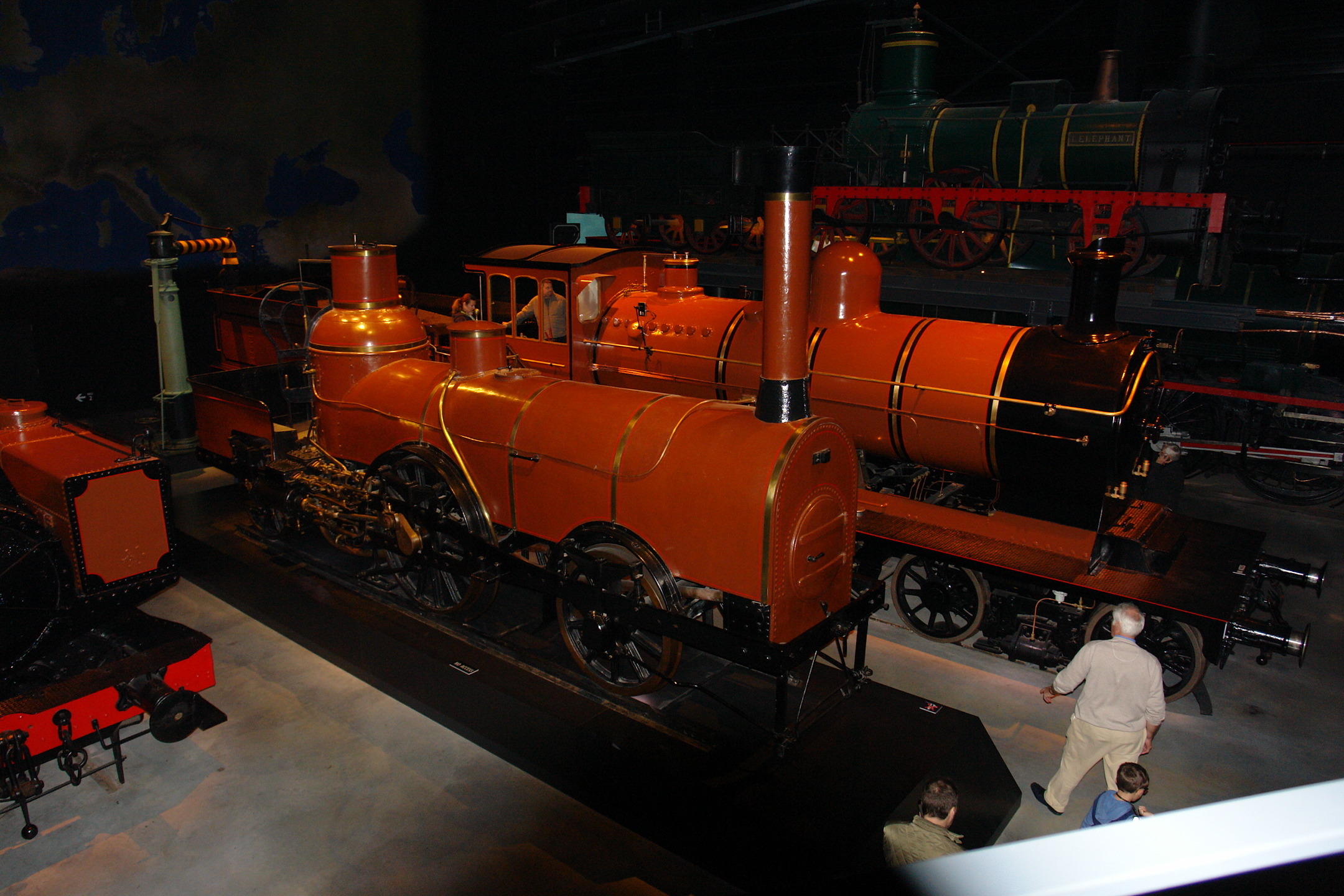
Enkele oude stoomtreinen bleven bewaard en zijn te bezichtigen in spoorwegmusea zoals Train World

Na de oorlog herstelden de spoorwegen, ondanks het nieuwe Duitse materieel slechts moeizaam. Net voor de aanvang van de oorlog hadden de spoorwegen telefoonverbindingen tussen de stations en een centraal punt in dienst gesteld, opdat de communicatie met het net beter zou verlopen. Deze maatregel moest het rendement en de stiptheid ten goede komen. Het experiment bleek een succes en werd na de oorlog verder gezet.
De staatsspoorwegen hadden binnen hun bestaan meermaals te kampen met structurele problemen, een moeizaam bestuur en politieke inmenging. Bovendien kostten ze handenvol staatsgeld. In de welvarende periode voor de oorlog was dit doenlijk, maar ingevolge de moeizame heropbouw van het land en de hoge staatsschuld tijdens het interbellum, ontstond een probleem. Er ging een groot deel van het staatsbudget naar de spoorwegen, evenwel zonder voldoende toezicht. In deze periode deden zich ook enkele corruptieschandalen voor.
Daarom werd de État Belge in 1926 vervangen door de Nationale Maatschappij der Belgische Spoorwegen. Dit was een deels geprivatiseerd bedrijf met eigen rechtspersoon, financiering en bestuur. Een aantal aandelen kwam in private handen terecht, maar de staat behield genoeg aandelen om dit nieuwe overheidsbedrijf te controleren. Het materieel van de voormalige État Belge werd overgenomen door de NMBS.